# Saint-Maime-de-Péreyrol
Saint-Maime-de-Péreyrol is een gemeente in het Franse departement Dordogne (regio Nouvelle-Aquitaine) en telt 257 inwoners (2005). De plaats maakt deel uit van het arrondissement Périgueux.

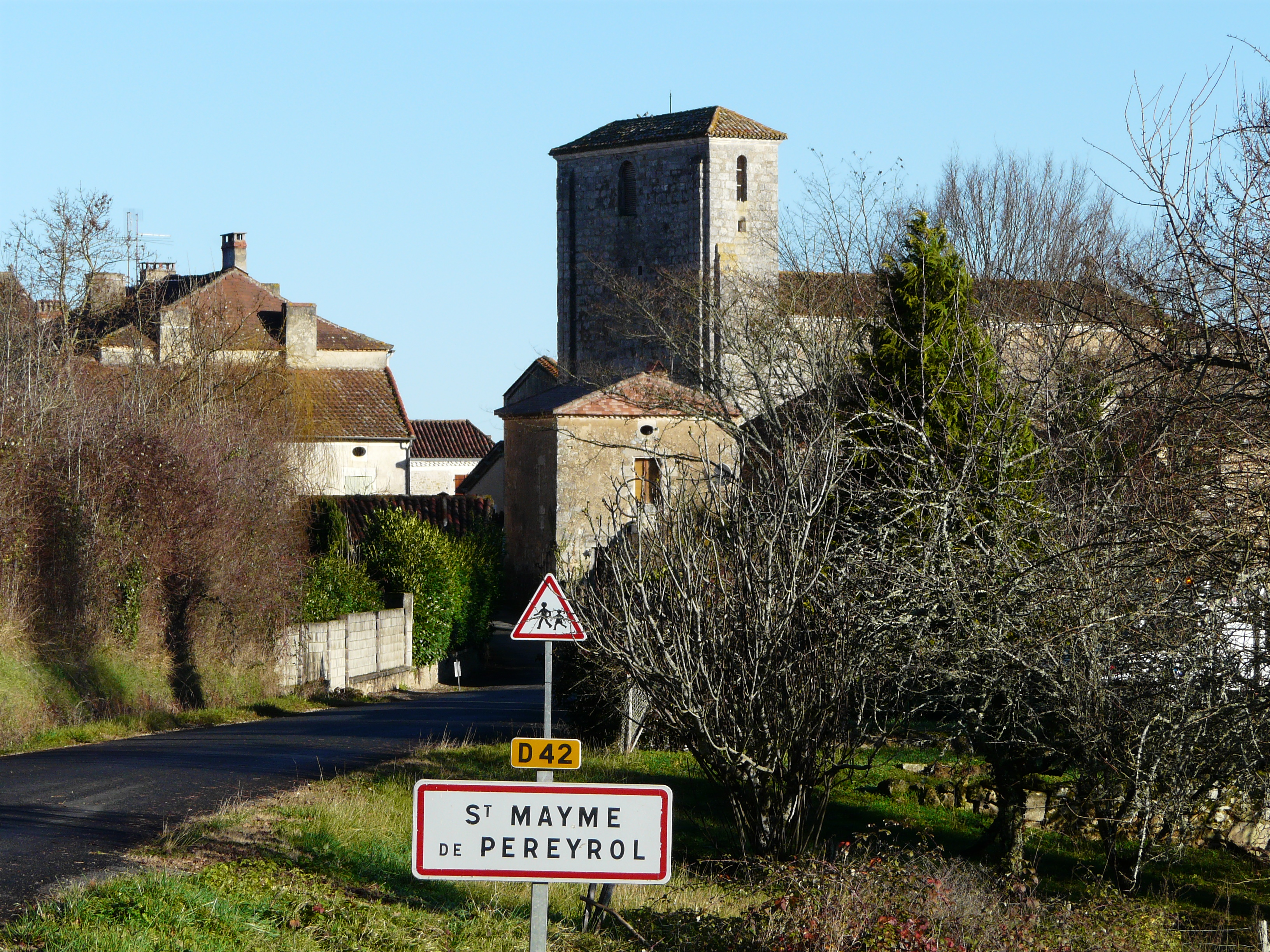
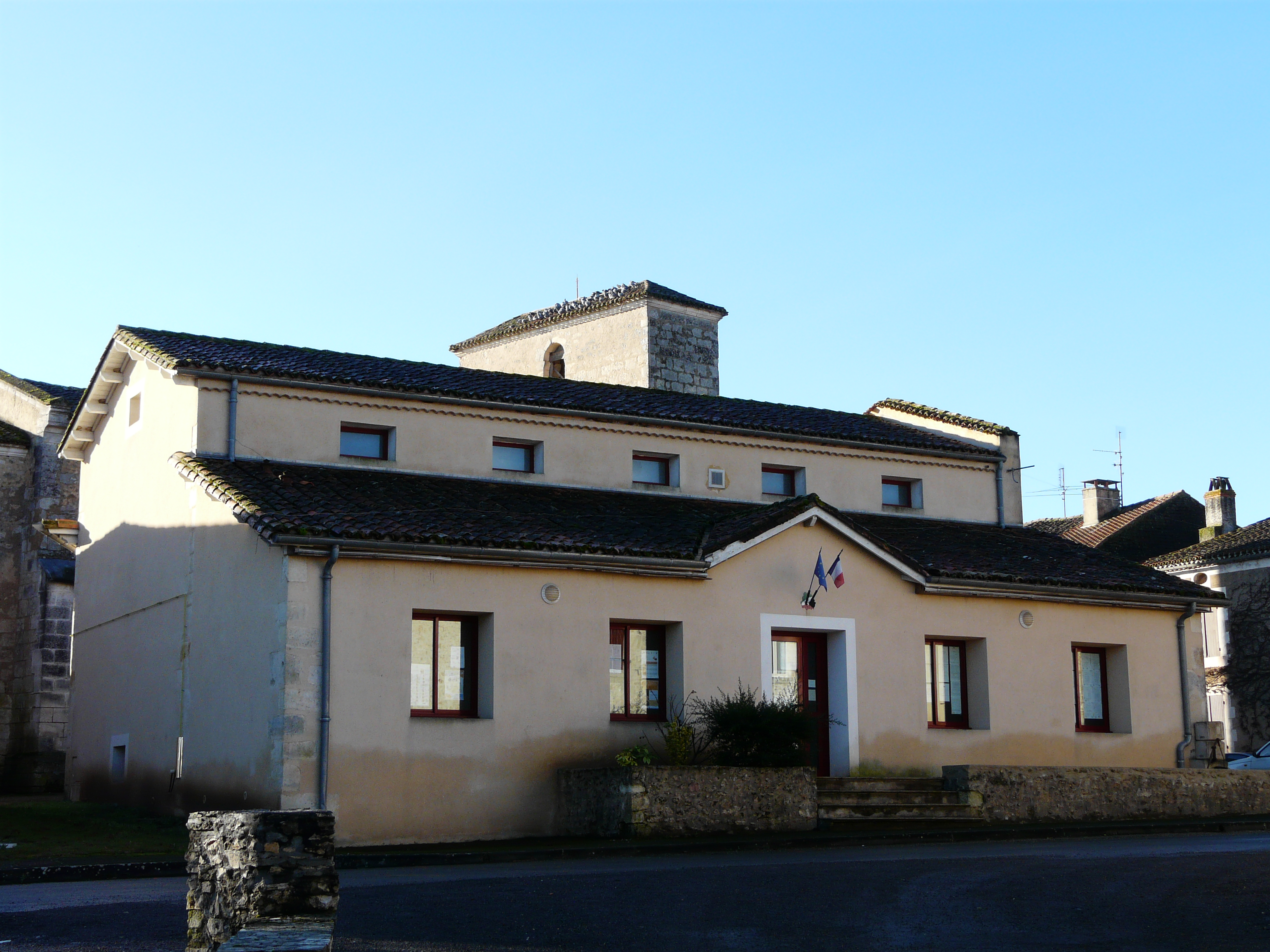
Gemeentehuis

## Geografie
De oppervlakte van Saint-Maime-de-Péreyrol bedraagt 10,6 km², de bevolkingsdichtheid is 24,2 inwoners per km².
De onderstaande kaart toont de ligging van Saint-Maime-de-Péreyrol met de belangrijkste infrastructuur en aangrenzende gemeenten.

## Demografie
Onderstaande figuur toont het verloop van het inwonertal (bron: INSEE-tellingen).

1. ↑  Populations de référence 2022.